# Staakmadonna

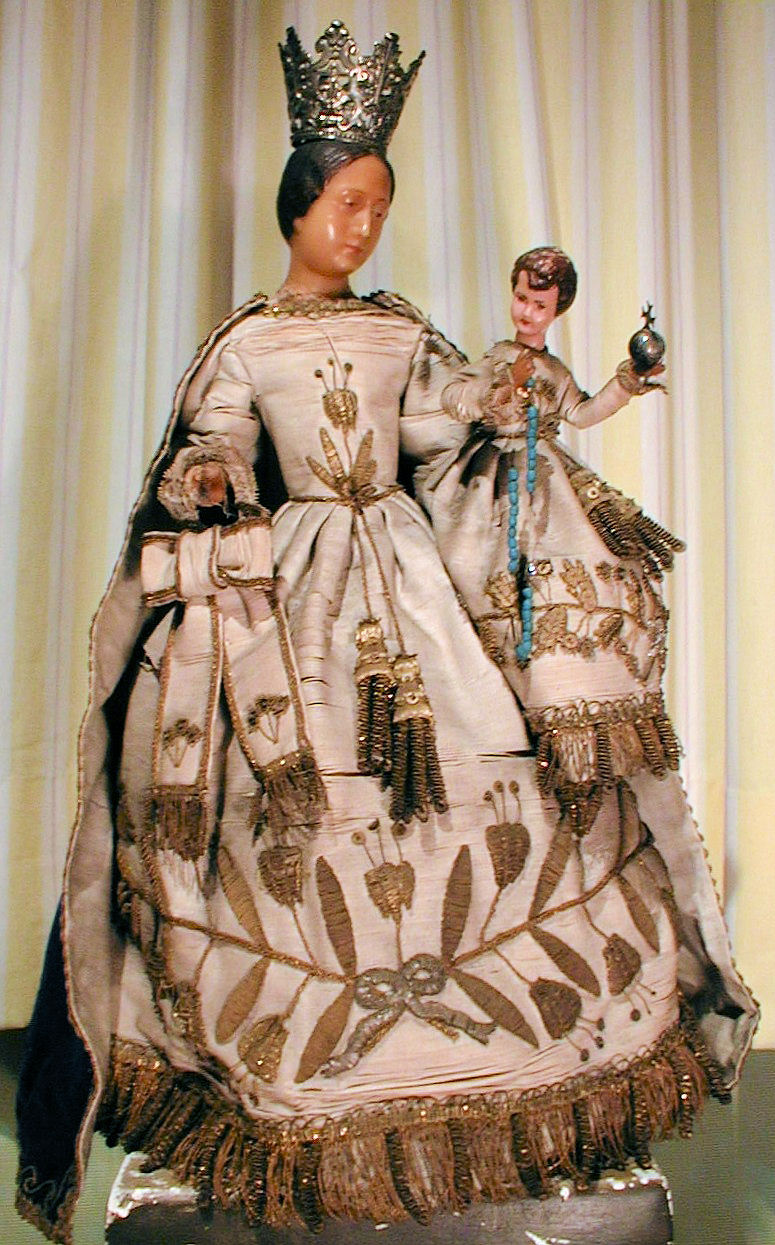
Vlaamse staakmadonna

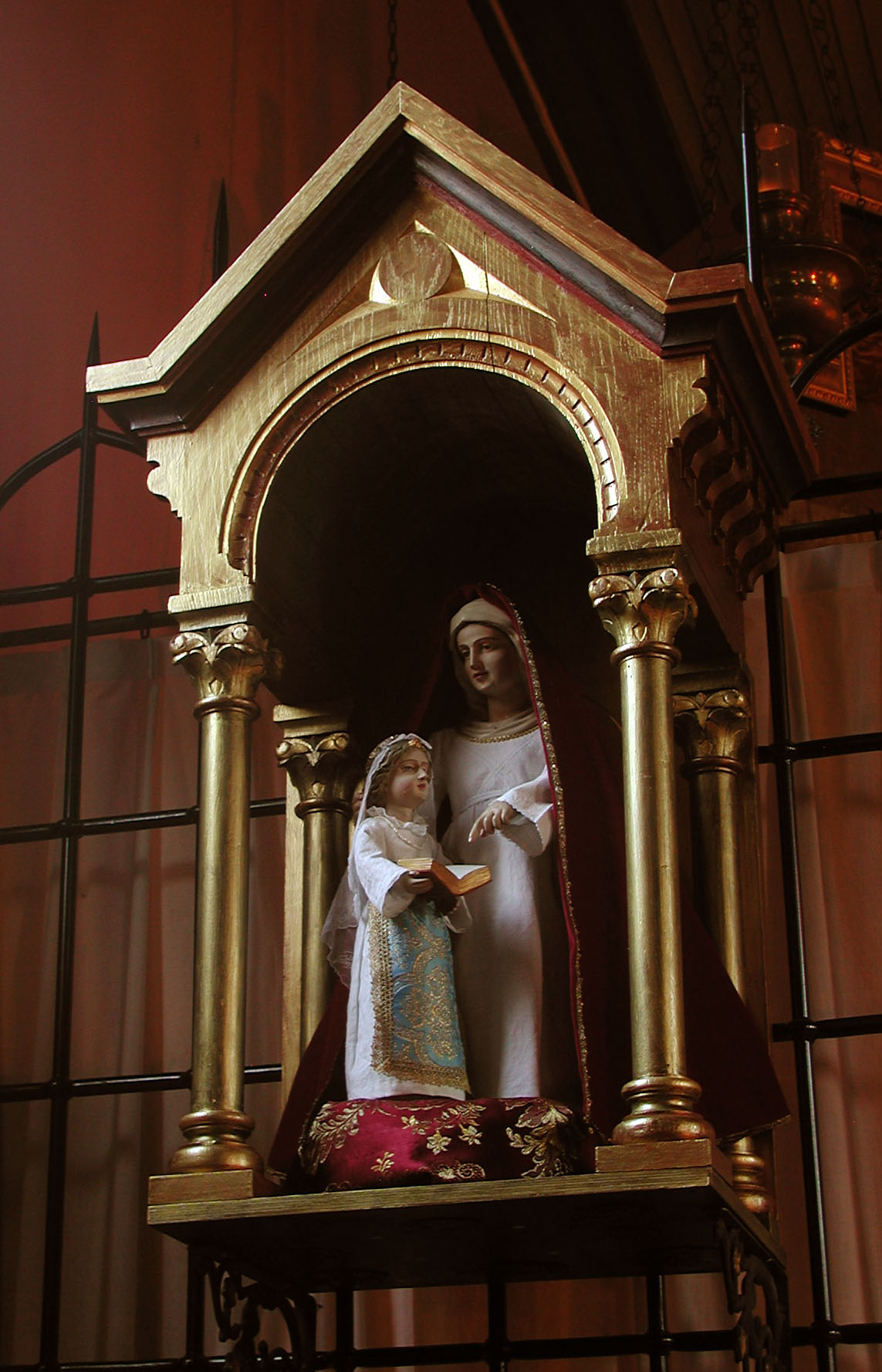
Een staakbeeld van de heilige Anna in de kluiskerk te Warfhuizen.

Een staakmadonna is een Mariabeeld waarvan alleen de handen en het hoofd zijn uitgewerkt.
Deze lichaamsdelen worden aan een constructie van latten gemonteerd, waarna het geheel wordt aangekleed. Deze familie van afbeeldingen is ontstaan in Spanje om tijdens processies het gewicht van de mee te dragen afbeeldingen te verminderen. Doordat de Nederlanden lang bij Spanje hebben gehoord, komt ook daar, zij het vooral beneden de grote rivieren en zelfs nog veel algemener in Vlaanderen, de staakmadonna veel voor. Opvallend daarbij is dat waar in Spanje deze beelden zich in de loop van de geschiedenis verder hebben ontwikkeld, de Nederlandse en Vlaamse staakmadonna's de vormen van de zeventiende en achttiende eeuw hebben bewaard.
Ook Mariabeelden die strikt genomen geen madonna zijn (dus zonder Kindje) worden staakmadonna genoemd.
In Spanje worden ook andere heiligen op deze manier uitgebeeld, in Nederland en België eigenlijk alleen Maria. Een uitzondering hierop is het (zeldzaam) voorkomen van staakbeelden van de heilige Anna.

## Zie ook

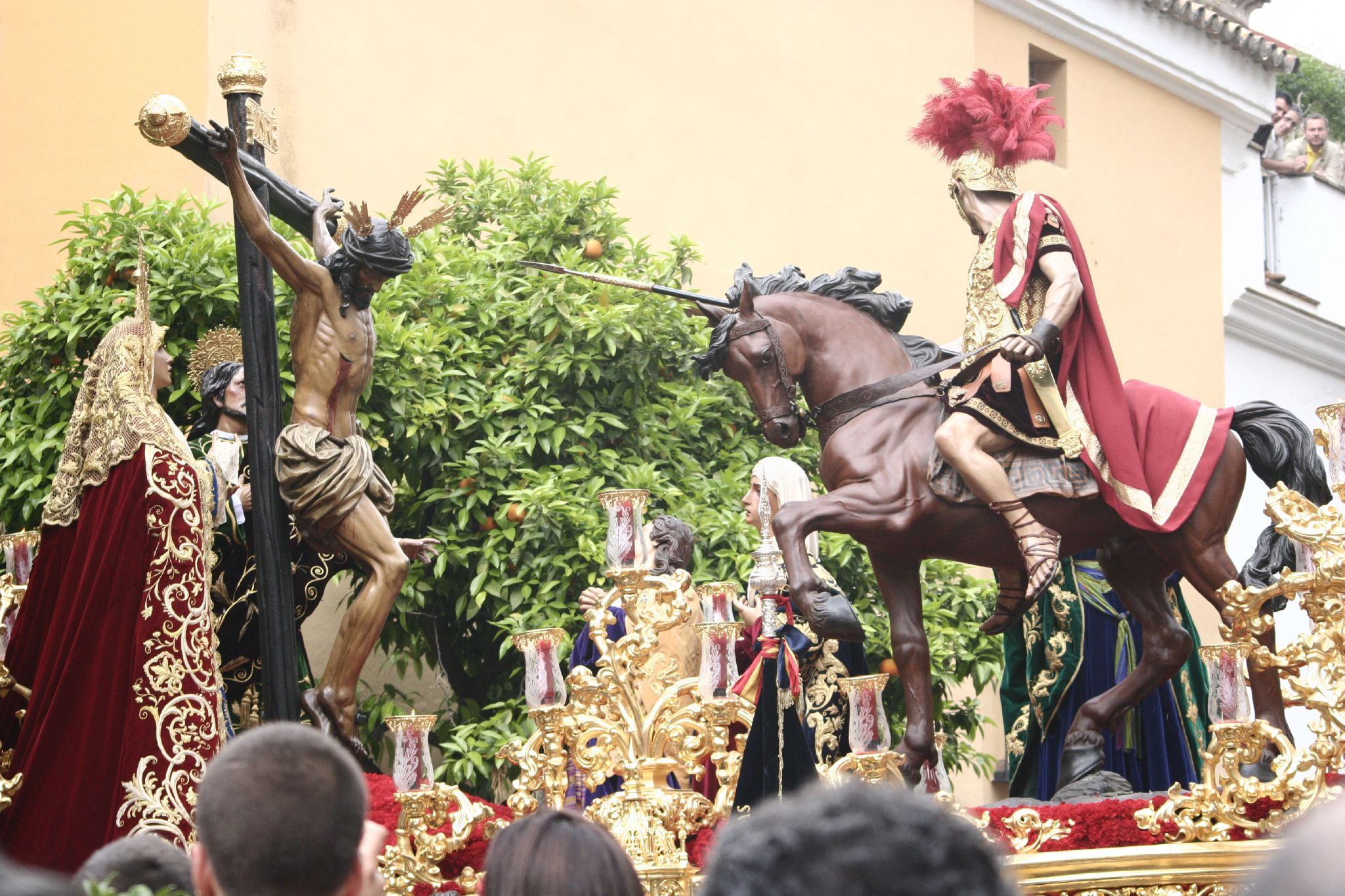
Aangeklede beelden van de koninklijke Broederschap van de HH.Lanssteek, Sevilla.